# Quattro pezzi sacri

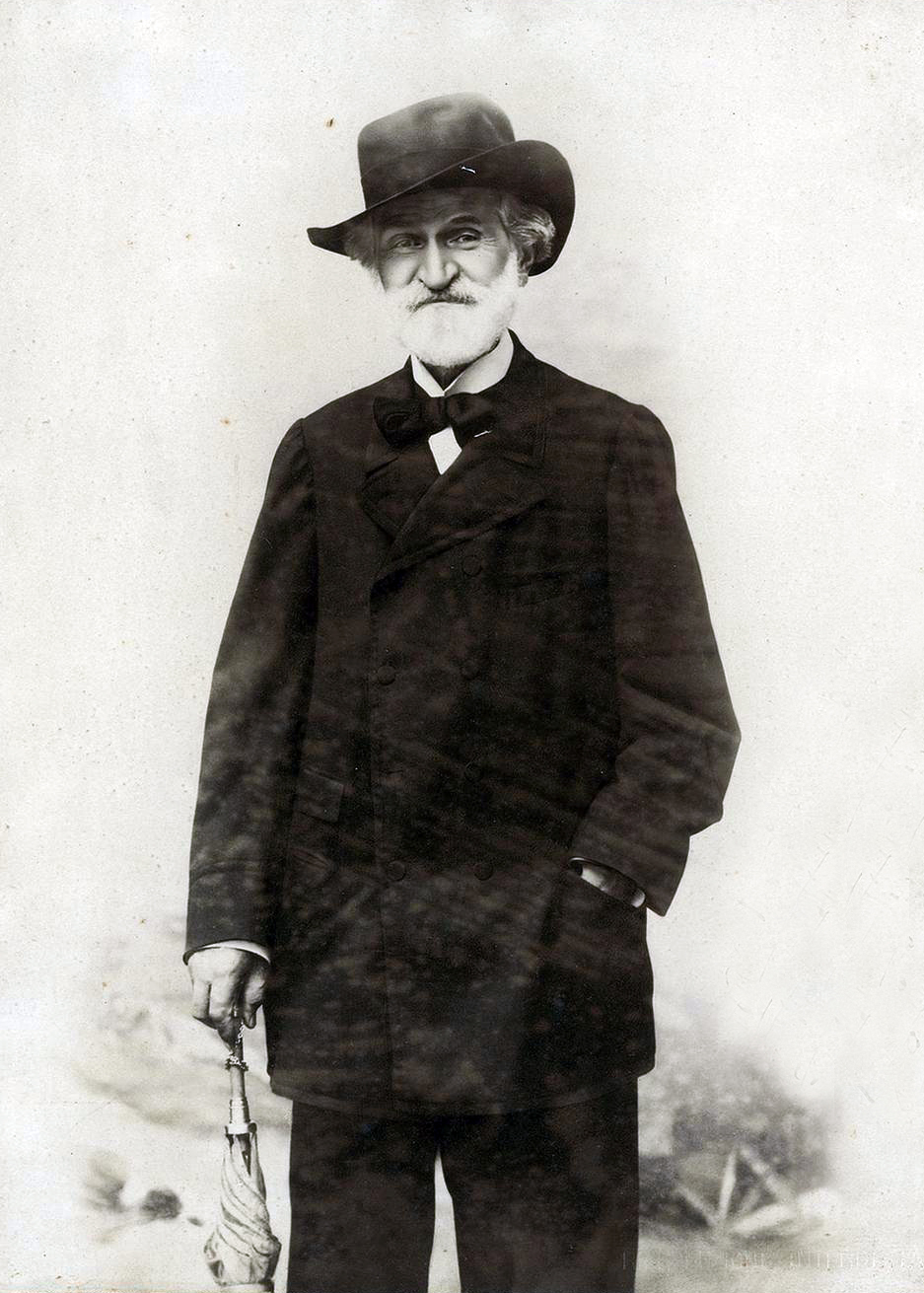
Altersfoto Verdis 1899

Quattro pezzi sacri (Vier geistliche Stücke) sind ein Zyklus von kirchenmusikalischen Vokalwerken des italienischen Komponisten Giuseppe Verdi. Der vierte Teil, das 1895–1896 entstandene Te Deum, gilt, abgesehen vom Stabat Mater aus demselben Zyklus, als letzte größere Komposition Verdis.
Der Zyklus besteht aus folgenden Kompositionen:
1. Ave Maria (in lateinischer Sprache, für vier Stimmen a cappella: Sopran, Alt, Tenor und Bass, komponiert 1889, revidiert 1897)
2. Stabat mater (in lateinischer Sprache, für gemischten Chor und Orchester, komponiert 1896–1897)
3. Laudi alla Vergine Maria (auf einen Text von Dante Alighieri aus der Divina Commedia in italienischer Sprache, für vier Frauenstimmen a cappella: Sopran I, Sopran II, Alt I, Alt II, komponiert 1887–1888 zwischen Otello und Falstaff)
4. Te Deum (in lateinischer Sprache, für Doppelchor mit Sopransolo und Orchester, komponiert 1895–1896)

## Entstehung
Nach der Fertigstellung der Oper Aida und der 1874 vollendeten Messa da Requiem machte Verdi eine kompositorische Pause. Trotzdem schuf Verdi zwischenzeitlich verschiedene kleinere religiöse Werke, wie 1880 ein Pater Noster und ein Ave Maria. Nach Abschluss der Komposition des Otello  (1887) entstand 1889 ein Ave Maria sulla scala enigmatica, revidiert 1897, das Aufnahme in die Quattro pezzi sacri fand, sowie 1894, ein Jahr nach der Vollendung des Falstaff ein Pietà Signor für Singstimme und Klavier.
Gegen Ende seines Lebens kehrte Verdi mit den Quattro pezzi sacri zu seinen Ursprüngen als Kirchenmusiker zurück. Bereits 1871 hatte Verdi in einem Brief die These vertreten: Tornate all’antico, sarà un progresso! (Kehrt zum Alten zurück, es wird ein Fortschritt sein) Konsequenterweise beschäftigte sich Verdi in seiner letzten Schaffensphase mit Johann Sebastian Bachs h-moll-Messe und vor allem mit den Kompositionen Palestrinas, den er 1895 als „wahren Fürsten der Kirchenmusik“ bezeichnete. Trotz dieser Wertschätzung sind die Quattro pezzi sacri mit Ausnahme der Laudi alla Vergine Maria weitgehend von Einflüssen Palestrinas frei.
Verdi zögerte zunächst, die Quattro pezzi sacri zu publizieren, entschied sich aber im Oktober 1897 nach längerem Drängen seines Verlegers Ricordi, die Einzelteile des Zyklus nach erneuter Durchsicht zum Druck zu geben.

## Die Kompositionen

### Ave Maria
Verdi wurde 1889 zur Komposition des Ave Maria durch eine Tonleiter (scala enigmatica, enigmatische Tonleiter) mit der Tonfolge c–des–e–fis–gis–ais–h–c angeregt, die Adolfo Crescentini (1854–1921) in Ricordis Musikzeitung Gazetta musicale di Milano publiziert hatte und die von interessierten Lesern harmonisiert werden sollte. Verdi verarbeitete die Tonfolge in einem Ave Maria für vier Stimmen a cappella. Die Tonleiter wird zunächst im Bass vorgetragen, dann sukzessive im Alt, Tenor und Sopran, während die jeweils übrigen Stimmen ein harmonisches Geflecht dazu bilden. Vor der endgültigen Uraufführung des gesamten Zyklus revidierte Verdi im Juni 1897 das Werk. Die Aufführungsdauer beträgt etwa 6 Minuten.
Verdi bezeichnete das „Ave Maria“ zunächst als „sciarada“, Scharade im Sinne eines aufgelösten Rätsels. Durch seine grundlegende Revision der Komposition harmonisierte Verdi die „harmonische Kuriosität“ (so der Titel der Tonleiter in Ricordis Musikjournal) insgesamt achtmal.

### Stabat Mater
Im Gegensatz zum Ave Maria, das a cappella vorgetragen wird, besetzte Verdi das Stabat Mater mit einem gemischten Chor (Sopran, Alt, Tenor und Bass) und einem großen Orchester mit 3 Querflöten, 2 Oboen, 2 Klarinetten. 4 Fagotten, 4 Hörnern, 3 Trompeten, 4 Posaunen, Schlagzeug (Pauke und Große Trommel), Harfe und Streichern.
Das Werk ist streng durchkomponiert, ohne Wort- und Textwiederholung, wobei eine reichhaltige Chromatik vorliegt. Kennzeichnend für das Werk ist der Wechsel von arienhafter Melodik, a cappella-Passagen und dramatischen Ausbrüchen. Zum Schluss erfolgt ein hymnischer Aufschwung bei Paradisi gloria, „ehe der Schmerz in den tiefen Streichern erstirbt“.
Die Aufführungsdauer beträgt etwa 12 Minuten.

### Laudi alla Vergine Maria
Laudi alla Vergine Maria ist wiederum ein a cappella-Werk für vier Frauenstimmen, Sopran I, Sopran II, Alt I, Alt II. Die Aufführungsdauer beträgt etwa 6 Minuten.
Dem Werk liegt ein kurzes Gebet aus dem Schlussgesang von Dantes Paradiso aus der Divina Commedia zugrunde. Musikalisch arbeitet Verdi teils mit der Kontrapunktik der Renaissancemusik. Die fast schmucklose Komposition galt beim damaligen Publikum als so eingängig, dass sie bei der Uraufführung den größten Erfolg erzielte und wiederholt werden musste.

### Te Deum
Das abschließende Te Deum ist ein groß angelegtes Chorwerk mit Doppelchor (Sopran, Alt, Tenor und Bass), kurzem Sopransolo und einem großen Orchester mit 3 Querflöten, 2 Oboen, Englischhorn, 2 Klarinetten, Bassklarinette, 4 Fagotten, 4 Hörnern, 3 Trompeten, 4 Posaunen, Schlagzeug (Pauke, große Trommel) und Streichern.
Das Werk basiert auf einer einzigen cantus-firmus-artigen motivischen Zelle. Die Aufführungsdauer beträgt etwa 15 Minuten. Verdi selbst schlug 12 Minuten vor.
Das Werk beginnt gregorianisch mit einem vom Männerchor vorgetragenen Te deum laudamus, te Dominum confitemur, das unisono a cappalla vom gesamten Männerchor responsorisch weitergeführt wird. Mit dem Einsetzen des gemischten Chores und des teils heftig dreinfahrenden Orchesters folgen dramatische Szenen, wobei die Wiederaufnahme der Tonsprache der Messa da Requiem auffällt. In der Folge wechseln sich gregorianischer Choral und Tutti ab. Beim in te speravi gegen Ende des Stückes gibt es ein kurzes Sopransolo, das nach Verdis Anweisungen von einer Chorsängerin als „[Stimme der] Menschheit“ vorgetragen werden soll und vom Chor wiederholt wird. Das Stück endet besinnlich wie das Libera me in der Messa da Requiem in einem kurzen Orchesternachspiel. Die Vielfalt an musikalischen Stimmungen im Te Deum spiegelt Verdis Auffassung des zugrunde liegenden Textes wider, in dem sich mehrfach „Farbe und Ausdruck ändern“.

## Rezeption und Nachwirken
Die Uraufführung des Zyklus, allerdings ohne das Ave Maria, fand am 7./8. April 1898 in der Pariser Oper im Rahmen der Konzerte der Société des Concerts du Conservatoire unter der Leitung von Paul Taffanel (1844–1908) statt. Verdi, der sich noch von einem leichten Schlaganfall erholen musste, schickte stellvertretend den Librettisten und Komponisten Arrigo Boito, dem er verschiedene mündliche und schriftliche Anweisungen über seine Aufführungswünsche gab. Die italienische Erstaufführung des Zyklus, ebenso ohne das Ave Maria erfolgte am 26. Mai 1898 in Turin unter der Leitung von Arturo Toscanini, der sich zuvor mit Verdi beraten hatte. Bei der Wiener Erstaufführung am 13. November 1898 unter Richard von Perger wurde das Ave Maria einbezogen. In demselben Konzert wurden die Solistinnen im Ave Maria und den Laudi durch einen Frauenchor ersetzt.
Trotz Toscaninis Einsatz für die Quattro pezzi sacri blieb der Zyklus lange unterbewertet. Noch Ildebrando Pizzetti (1880–1968) schrieb in der Enciclopedia della musica, dass die Quattro pezzi sacri „keinen großen Wert haben“. Inzwischen hat sich jedoch Hans Gáls Wertung durchgesetzt: „Sie sind die persönlichste Aussage und so nach innen gekehrt, daß eine konzentrierte Einfühlung dazu gehört, ihre Mitteilung zu empfangen.“
Verdi selbst hielt das abschließende Te Deum für sein bestes Werk und wollte angeblich sogar die Partitur mit ins Grab nehmen.
Heutzutage wird vor allem das Te Deum in Konzerten gebracht, während der Gesamtzyklus nur selten zu hören ist. Entgegen Verdis Anweisungen werden das Ave Maria und die Laudi alla Vergine Maria häufig von einem Frauenchor, statt von Solistinnen gesungen.

## Adaptionen
- Die enigmatische Tonleiter des Ave Maria wurde 1979 von Luigi Nono als Basis seines Streichquartetts Fragmente – Stille, An Diotima aufgegriffen und verarbeitet.[6]